# Serviço de Repressão a Crimes Cibernéticos
O Serviço de Repressão a Crimes Cibernéticos (SRCC) é o setor da Polícia Federal do Brasil que lida com o crime cibernético. 

## História
- Criada em 2003 ela tinha como objetivo coordenar as ações de:
  - Combate às fraudes eletrônicas entre elas, Internet banking e Clonagem de cartões de crédito/débito.
  - Combate a venda de medicamentos na Internet
  - Combate aos crimes de Alta Tecnologia
  - Combate à pornografia infantil (2014 - URCOP)

- Em sua organização, ela fica sob comando da Diretoria de Investigação e Combate ao Crime Organizado (DICOR) e comandando os seguintes núcleos: 
  - GPA: responsável por investigações acerca de fraudes bancarias
  - URCOP: responsável por investigações acerca de Pornografia infantil
  - UTC: responsável pelo Treinamento e prospecção
  - ECI: Cooperação internacional

## Crimes Cibernéticos
O crime cibernético abrange toda ação criminosa com computadores e redes. Adicionalmente, o crime cibernético também inclui crimes tradicionais realizados através da internet. Por exemplo: crimes por intimidação, fraudes de telemarketing e internet, roubo de identidade e roubos de contas de cartões de crédito são considerados crimes cibernéticos quando as atividades ilegais forem realizadas com o uso de um computador e da internet.
Em 2013 o Brasil perdeu em torno de US$ 8 bilhões com ataque hacker, roubos de senha, clonagem de cartões, pirataria virtual e espionagem governamental e industrial. O valor perdido equivale a 0,32% do PIB brasileiro em 2013. No mundo, esses prejuízos são ainda maiores, no mesmo ano a perda ficou entre US$ 375 bilhões e US$575 bilhões aproximadamente. Os países com maiores perdas foram Alemanha (1,6% do PIB) e Holanda (1,5% do PIB).
O crime cibernético mais popular no Brasil ocorreu em 2012, quando a atriz Carolina Dieckmann teve suas fotos íntimas vazadas na internet, ao todo foram 36 imagens. O ocorrido gerou vários debates no país, o que resultou em uma alteração no código penal que foi apelidado com o mesmo nome da atriz. Com a alteração, crimes desse tipo agora são punidos com multa e detenção de seis meses a dois anos, se houver divulgação ou comercialização a pena pode ser elevada em até dois terços. 

## Operações

### COURRIEU
Operação que tinha como objetivo desarticular quadrilha responsável pelo desvio de cartões bancários. Estima-se aproximadamente R$ 20.000.000,00 em fraudes

#### Detalhes
Na Operação Corrieu 28 mandados de prisão temporária e de 30 de busca e apreensão foram cumpridos, nas cidades de Santos, São Vicente, Praia Grande, Cubatão, São Paulo, Atibaia e Bom Jesus dos Perdões.
As investigações começaram em junho de 2013, sendo o nome Corrieu derivado do nome Correios, por envolver agentes dessa empresa pública. Durante a investigação foi possível traçar todo o percurso criminoso envolvendo as fraudes com cartões bancários, que se iniciava com o desvio de cartões nos Correios e terminava com os saques fraudulentos ou gastos nos cartões de crédito.
A organização criminosa estruturou uma central telefônica na cidade de São Paulo, onde por meio de ligações simuladas, induziam os clientes bancários a erro e obtinham sua senha, que eram digitadas no telefone e identificadas por aparelhos “bina”. As gravações telefônicas também simulavam “jingles” dos bancos.
Duas organizações criminosas interligadas foram identificadas atuando no desvio de cartões e documentos bancários dos Correios, seu desbloqueio e utilização irregular. No Centro de Distribuição de Correspondências dos Correios, as correspondências comuns contendo cartões e documentos bancários (boletos) eram desviadas por dois carteiros para o uso das organizações criminosas. De posse dos cartões, a organização criminosa, por meio de meios fraudulentos, obtinha todos os dados dos clientes tais como telefone, CPF, endereço e filiação.
Segundo dados obtidos pela investigação, com o apoio dos Correios, bancos públicos e privados, foi possível delimitar todo o caminho da fraude. Dados da FEBRABAM colhidos com bancos envolvidos nessas fraudes estimam que a quadrilha foi responsável por um prejuízo de mais de R$ 5 milhões aos bancos. A movimentação era de 150 a 300 cartões por semana. Dois carteiros tiveram suas prisões decretadas. Diversos presos possuíam antecedentes criminais, sendo um foragido da Justiça da Bahia.

### IB2K
Operação que tinha como objetivo desarticular organização criminosa voltada ao furto de valores de contas de clientes via internet, bem como à lavagem de dinheiro.

#### Detalhes
Na Operação IB2K realizada em 2014 cerca de R$ 2 milhões teriam sido desviados pela quadrilha de correntistas da Caixa Econômica Federal, Banco do Brasil e outras instituições bancárias privadas, principalmente no Distrito Federal, em Goiás e São Paulo.
Estão sendo cumpridos 53 mandados no DF e nos dois estados, sendo 8 de prisão preventiva, 10 de prisão temporária e 35 de busca e apreensão.
Os investigados responderão, mediante suas participações, pelos crimes de furto qualificado mediante fraude, participação em organização criminosa e lavagem de dinheiro. Os beneficiários desses pagamentos fraudulentos também deverão responder pela participação nas ações criminosas.
A organização criminosa agia, principalmente, mediante oferecimento de “serviços” via internet de pagamentos de boletos bancários, IPVA, IPTU, dentre outros, mediante cobrança de apenas 50% a 60% do valor do título a ser quitado. Foram averiguadas ainda fraudes mediante recarga de telefones celulares e transferências bancárias para contas de “laranjas”.
Para ter acesso aos recursos, a quadrilha enviava milhares de mensagens eletrônicas pela Internet, conduta conhecida como SPAM, contendo links para páginas falsas, que ao serem acessados levavam as vítimas a fornecerem seus dados bancários e respectivas senhas de acesso. Em posse de tais informações, toda a fraude era facilitada, pois permitia o acesso ao canal bancário na internet como se fosse o cliente da própria instituição bancária.

### TENTÁCULOS III
Operação que tinha como objetivo desarticular organização criminosa especializada em fraude com retenção de cartões bancários nos Estados de São Paulo e Minas Gerais. Estima-se aproximadamente R$ 720.000,00 em fraudes

#### Detalhes
Na Operação Tentáculos III ao todo, 16 pessoas foram presas, sendo 14 no Estado de São Paulo – na Capital, Santos e Praia Grande – e 2 na cidade de Divinópolis (MG). A fraude consiste na instalação de um dispositivo conhecido como ‘boquinha’, que prende o cartão do cliente no caixa eletrônico.
A quadrilha também afixa junto ao caixa eletrônico um adesivo com o número de uma falsa central telefônica para a qual o cliente, que teve o cartão retido, liga e fornece seus dados, inclusive senha. O cliente acaba sendo convencido de que seu cartão foi bloqueado e deixa o caixa, o que permite que os criminosos retirem o cartão e o utilizem.
A PF esclareceu que a execução da fraude é feita de maneira coordenada pelos criminosos, havendo pessoas responsáveis por instalar o dispositivo de retenção nos caixas eletrônicos, convencer o cliente a ligar para a falsa central telefônica e retirar o cartão retido, pessoas responsáveis por operar a falsa central telefônica, além daquelas que usam os cartões.
Participaram da operação 104 policiais federais, que deram cumprimento a 16 mandados de prisão e 25 mandados de busca e apreensão. Foram apreendidas 4 armas de fogo, dinheiro em espécie, documentos, cartões fraudados, máquinas usadas para pagamentos com cartão e equipamentos usados para reter os cartões.
Os presos responderão, na medida de suas participações, pelos crimes de furto mediante fraude, formação de quadrilha, organização criminosa e peculato, cujas penas podem atingir de 1 a 12 anos de prisão.

### SHEIK
Operação responsável por prender o maior fraudador Internet Banking da CEF.

#### Detalhes
O grupo agia desde 2011 burlando o sistema de internet banking da CEF desviando valores das contas de clientes.
Dez policiais federais participaram da operação e deram cumprimento a cinco mandados judiciais, sendo um de prisão preventiva, dois de prisão temporária e dois de busca e apreensão nas cidades de Uruaçu (GO) e Goiânia (GO).
As investigações iniciadas em 2015 apontaram que a associação criminosa era formada por um casal e outros envolvidos. O casal trocava constantemente de endereço e residiam, no momento, no município de Uruaçu com intuito de dissimular as atividades delituosas, apresentando-se aos moradores locais como fazendeiros.
O casal já havia sido preso em 2005 pela PF, sendo que somente neste ano de 2015 acessaram mais de 2.000 contas de clientes da Caixa, efetuando transferências, pagamentos de boletos e recargas de celulares.

### Operação Darkode
A Operação Darkode é o nome dado a operação que até então é tida como o maior projeto de cooperação internacional da área cibernética, onde o Departamento de Polícia Federal brasileiro está agindo em conjunto com o FBI e a Europol contra uma quadrilha de 62 hackers que atuavam em mais de dezoito países, inclusive no Brasil.

#### Detalhes
O nome Dark0de vem de um fórum virtual fechado de hackers criado em 2007 para reunir criminosos cibernéticos. No site, hackers convidados negociavam dados de cartões de créditos, credenciais, contas bancárias, vulnerabilidades de computação e listas de e-mail para facilitar crimes na web. O fórum é privado e tem uma área de postagens públicas e um sistema de mensagens para facilitar a troca de informações entre os hackers.
No Brasil, as investigações começaram em março deste ano e levaram à identificação de hackers especializados no fórum Darkode, entre eles o dono da maior [botnet] ativa no país - uma rede de computadores infectados por um software que automatiza atividades sem que o usuário perceba. Ele alugava por 25.000 reais mensais uma plataforma virtual completa para fraudar transações bancárias na internet. Os criminosos usavam uma empresa de segurança biométrica de fachada e contratavam programadores para desenvolver o sistema fraudulento.
Além do Brasil, participaram da operação as unidades especializadas em crimes cibernéticos de mais 18 países, dentre os quais ISRAEL, ALEMANHA, REINO UNIDO, ROMÊNIA, BÓSNIA, SÉRVIA, ÍNDIA, SUÉCIA, DINAMARCA, COLÔMBIA, dentre outros. A maior quantidade de investigados foram presos na Romênia (16).